# Кипрский конфликт

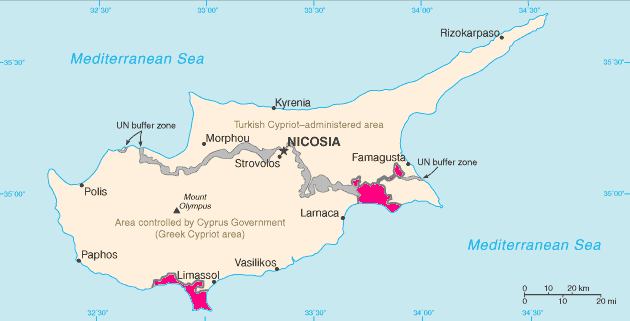
Разделение острова Кипр на южную и северную часть буферной зоной ООН, пурпурным цветом выделены английские военные базы Акротири и Декелия

Кипрский конфликт (также кипрский спор, кипрский вопрос, кипрская проблема, греч. Κυπριακό ζήτημα, Κυπριακό Πρόβλημα или просто Κυπριακό, тур. Kıbrıs Sorunu) — конфликт между греко-киприотами с одной стороны, и турко-киприотами и Турцией с другой стороны, касательно форм государственного и территориального устройства на острове Кипр.

## Предпосылки конфликта
Кипр с 1571 года находился в составе Османской империи, и его населяли как греки-киприоты, так и турки-киприоты.
Перед Берлинским конгрессом 1878 года, на котором должно было состояться подведение итогов неудачной для Османской империи русско-турецкой войны, Османская империя и Великобритания заключили секретную Кипрскую конвенцию, в соответствии с которой Великобритания заключала с Османской империей тайный оборонительный союз, получая взамен право на оккупацию Кипра и управление им. Британская администрация на Кипре заигрывала то с греческой, то с турецкой элитами. Именно в этот период начали распространяться идеи энозиса — присоединения Кипра к Греции.
В период между двумя мировыми войнами лидеры турок-киприотов, противодействуя лозунгу энозиса, стали требовать сохранить на Кипре британское господство или возвратить остров Турции. После Второй мировой войны ими был выдвинут лозунг таксима — раздела острова с последующим присоединением его частей к Греции и Турции, который был поддержан властями Турции. В 1950 году состоялся плебисцит, бойкотированный турецкой общиной. На этом плебисците греческое большинство проголосовало за энозис (96 %).
В 1955 году Национальная организация кипрских борцов (ЭOKA), состоящая из этнических греков, начала вооружённую кампанию в поддержку прекращения британского колониального правления и объединения Кипра с Грецией. В свою очередь, турки-киприоты создали Турецкую организацию обороны (ТМТ), выступавшую за раздел Кипра. В 1959 году были подписаны Лондонско-Цюрихские соглашения, в соответствии с которыми Кипр стал единым независимым государством.
К моменту получения Кипром независимости в 1960 году численность турецкого и греческого населения острова соотносилась как один к пяти. Конституция Кипра предусматривала консоциации — создания органов власти острова с учётом квот от каждой общины. Президент избирался из числа греков-киприотов, а вице-президент — из числа турок. Правительство состояло из 10 членов — семерых от греческой общины и троих от турецкой. Такое же соотношение представителей общин — 70 % к 30 % — было в парламенте и других политических институтах. Вице-президент из числа турок мог налагать вето на любой закон.

## Ход событий
В 1963 году постепенно нарастающее напряжение взорвалось многочисленными этническими конфликтами с обеих сторон. После того как президент Кипра архиепископ Макариос III предложил внести в конституцию поправки, фактически направленные на лишение турок-киприотов конституционных прав, ситуация обострилась. Ранним утром 21 декабря 1963 года греческие полицейские в Никосии остановили такси с турками, возвращавшимися из гостей, и предприняли попытку обыска ехавших в такси женщин. Мужчины-турки воспрепятствовали этому, началась драка и греческие полицейские применили оружие. После этого инцидента ситуация полностью вышла из-под контроля. Произошли массовые нападения греков на турок в Никосии, Ларнаке и 104 деревнях. Турки отстреливались, заняв позиции на крышах домов и даже на минаретах. За несколько дней были убиты 364 турка и 174 грека. Позднее эти события назвали «Кровавым Рождеством».
С целью попытки урегулирования ситуации уже в 1964 году на острове был размещён миротворческий контингент ООН, который оставался на Кипре ещё десять лет.
15 июля 1974 года на острове произошёл военный переворот, в ходе которого террористическая организация греков-киприотов ЭОКА-Б свергла архиепископа Макариоса III, президента Кипра. Турецкие власти, видя в этом опасность своим интересам на Кипре, высадили тридцатитысячный военный корпус, который занял около 37 % территории острова.
Кипр был разделён на южную греческую часть и северную турецкую. В результате этнической чистки, проведённой турецкой армией на севере острова, и давления турецких служб на турко-киприотов, на юге острова состоялось де-факто размежевание до того этнически смешанного населения (турки-киприоты через английские базы доставлялись самолётами в Турцию, а затем морем на север острова). Конфликтующие стороны были разделены так называемой «зелёной линией» — буферной зоной ООН. Перемещение через демаркационную линию стало почти невозможным. Был создан физический и социальный барьер между греческой и турецкой общинами жителей острова.
В 1983 году северная турецкая община самопровозгласила себя Турецкой Республикой Северного Кипра, но новообразованное государство признала только Турция.
В начале XXI века по инициативе ООН была предпринята попытка окончательно урегулировать кипрскую проблему. 24 апреля 2004 года был проведён референдум по плану Аннана, на котором 75 % греков высказались против так называемого плана Кофи Аннана, который подготовила британская дипломатия, считая, что он «узаконивает результаты турецкой агрессии и увековечивает турецкую оккупацию». 65 % турецкой общины поддержали этот план.

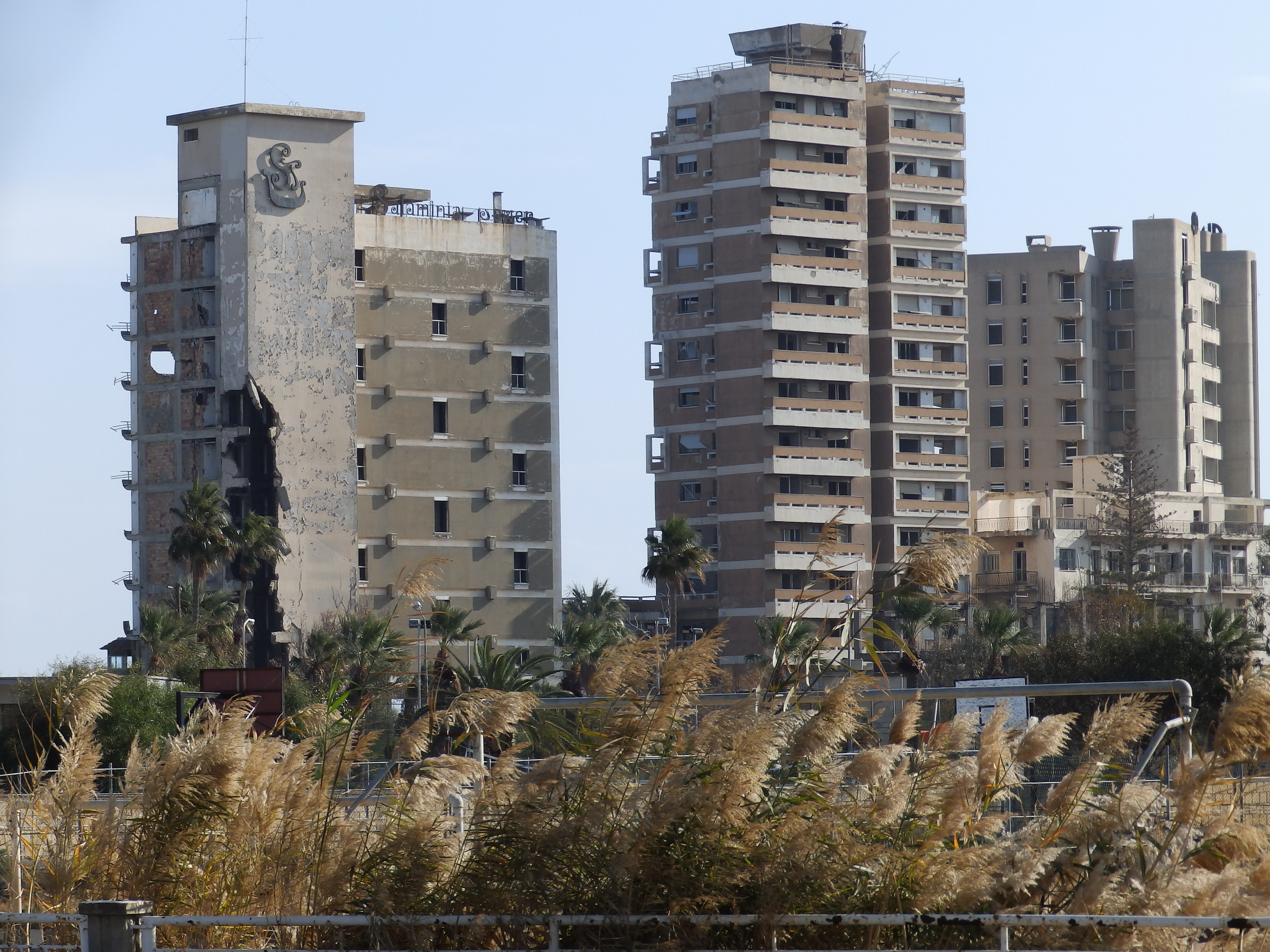
Заброшенные отели в Вароше, районе Фамагусты, который пустует с момента захвата в 1974 году турецкими войсками

В том же 2004 году Кипр стал членом Евросоюза, однако де-факто к нему присоединилась лишь южная греческая часть острова.
В 2005 году Еврокомиссия в ходе переговоров по вступлению Турции в Евросоюз потребовала от последней признания суверенитета Республики Кипр.

## Современный этап

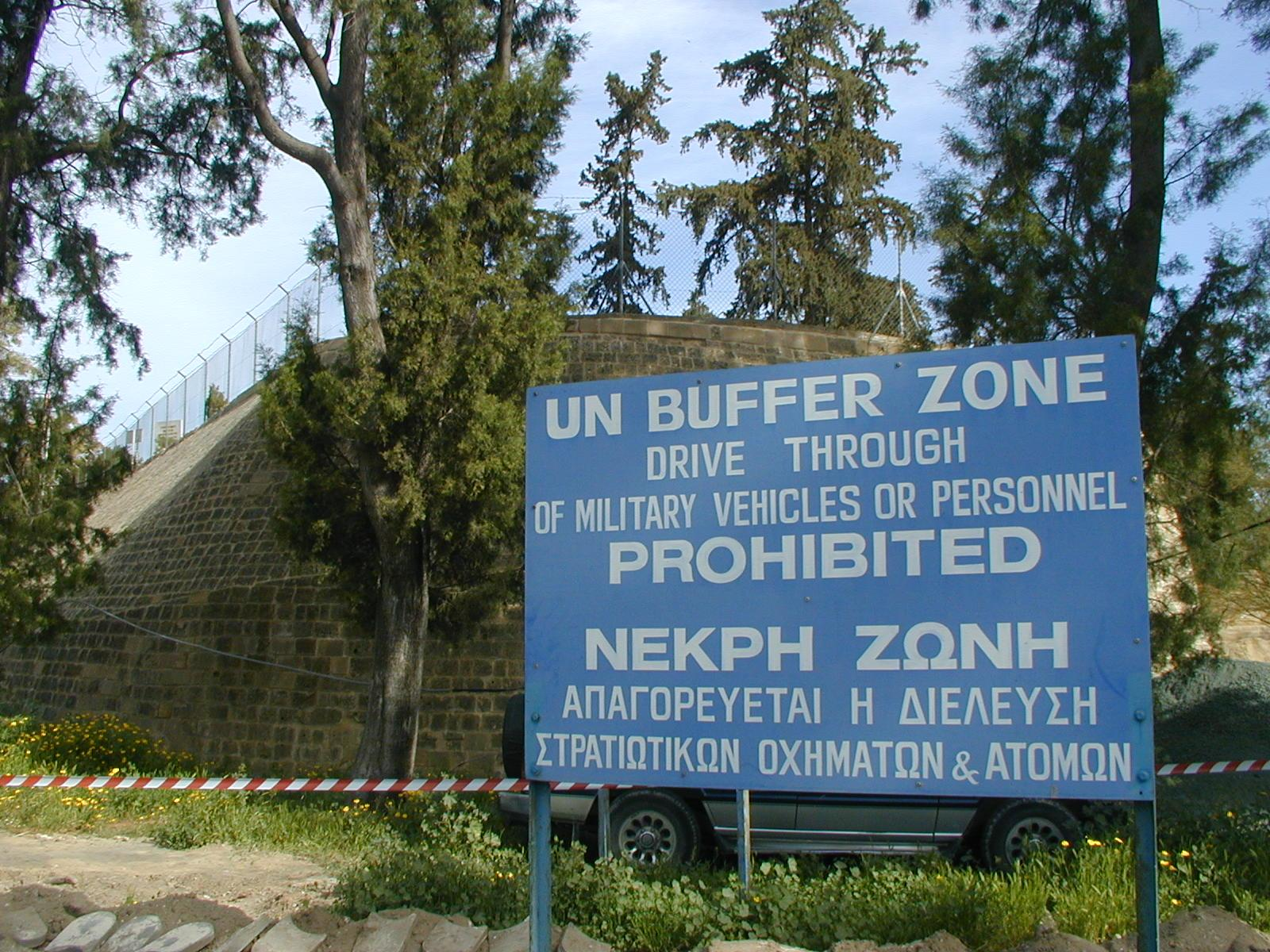
Буферная зона в Никосии

В 2008 году на президентских выборах победил Димитрис Христофиас, который ещё в ходе предвыборной кампании обещал немедленно возобновить переговоры о воссоединении. 21 марта 2008 года в буферной зоне столицы Кипра городе Никосия были проведены переговоры с лидером турок-киприотов Мехмет Али Талатом. 3 апреля 2008 года на улице Ледра Никосии были сняты барьеры, установленные здесь ещё в 1960 году, в присутствии многочисленной как греческой, так и турецкой общины.
Позже, в течение весны—лета 2008 года был проведён ряд согласительных переговоров, уже на 1 июня была назначена принципиальная концепция внедрения единого гражданства и обеспечения единого суверенитета Республики Кипр. В сентябре президент Кристофиас призвал к демилитаризации Никосии. Собственно, на протяжении осени—зимы 2008 года согласовывались федеральные органы правления. Подготовленный план воссоединения планируется вынести на референдум обеих общин.
В 2011 году возник спор между Кипром и Турцией из-за планов Республики Кипр разрабатывать недавно открытые газовые месторождения в своей исключительной экономической зоне. Вместе с тем Турция пыталась помешать разработке, признавая только самопровозглашённую Республику Северного Кипра и угрожая военным решением конфликта.
В 2014 году Европейский суд по правам человека (ЕСПЧ) обязал Турцию выплатить 30 млн евро в качестве компенсации морального вреда родственникам пропавших без вести в результате вооружённого захвата 37 % территории Кипра и 60 млн евро грекам-киприотам, продолжающим проживать на полуострове Карпас на оккупированной части Кипра. Бывший в то время министром иностранных дел Турции Ахмет Давутоглу следующим образом озвучил официальную позицию своей страны: «Мы не станем платить эту сумму стране, которую мы не признаём».
11 февраля 2014 года в Никосии на официальной встрече президента Республики Кипр Никоса Анастасиадиса и президента ТРСК Дервиша Эроглу было подписано совместное заявление, согласно которому кипрское урегулирование «будет основываться на двухзональной, двухобщинной федерации с политическим равноправием». Но в Республике Кипр текст заявления одобрили лишь две политические партии — правящая «Демократическое объединение» и Прогрессивная партия трудового народа Кипра, а все остальные, включая входящие в правящую коалицию, выступили против, посчитав, что Анастасиадис пошел на чрезмерные уступки туркам-киприотам. 
12 января 2017 года на встрече в Женеве стороны обменялись картами территорий, которые будут находиться под управлением каждой общины после объединения острова. Но территориальные вопросы до сих пор не согласованы: греки-киприоты хотят получить город Морфу, полуостров Карпас, на котором находится монастырь Апостола Андрея, а также 60% береговой линии острова (в настоящее время Республика Кипр контролирует лишь 47% береговой линии). Кроме того, Республика Кипр настаивает на создании условий, при которых 100 тыс. греков-киприотов (60% от лиц, перемещенных в результате турецкого вторжения в 1974 году), смогли бы вернуться в свои дома.